# خالد العقيلي
خالد العقيلي من مواليد 1978 إعلامي ومقدم برامج سعودي، يقدّم برنامج (الشارع السعودي) على قناة السعودية، وكان قد قدّم العديد من البرامج من أبرزها «برنامج تم» على شاشة قناة SBC وهو برنامج اجتماعي يناقش هموم السعوديين واهتماماتهم، كما قدّم سابقاً «برنامج ياهلا» على قناة روتانا خليجية، بالإضافة لبرنامج المجلس، وصاحب القضية، وتقديم نشرات إخبارية بقناة الإخبارية السعودية سابقاً.

## التعليم
حاصل على شهادة بكالوريوس علاقات عامة من كلية الاتصال والإعلام بجامعة الملك عبد العزيز وشهادة الكلية المتوسطة تخصص هندسة البرمجيات من كلية الاتصالات وتقنية المعلومات بالرياض.

## المسيرة المهنية
- المستشار الإعلامي لشركة علم
- مقدم برنامج يا هلا على قناة روتانا خليجية
- المدير العام لمؤسسة صدى الصورة للإنتاج الإعلامي
- أخصائي محتوى مرئي في المجموعة السعودية للأبحاث والتسويق - 2008
- مدير التسويق والعمليات في نمو للإعلام المرئي - المجموعة السعودية للأبحاث والتسويق 2008-2010
- مقدم برنامج قصيدة التحدي على قناتي فواصل وبروز - 2007
- مقدم برامج ومدير المذيعين في قناة فواصل – دبي - 2006
- سكرتير التحرير في مجلة بروز – دبي- 2006
- محرر ومقدم نشرات إخبارية – قناة الاقتصادية 2006
- مذيع ومعد برامج متعاون مع التلفزيون السعودي – القناة الأولى 2004
- مدير البرامج والإنتاج في شركة أصيلا للإنتاج الإعلامي - 2005-2003
- مقدم برنامج (تم) على القناة السعودية.
- مقدم برنامج (كلنا مسؤول) على القناة السعودية.[3]
- مقدم برنامج (الشارع السعودي) على القناة السعودية من 2018.

## عضوياته
- عضو اللجنة الإعلامية في جمعية الأطفال المعوقين
- عضو اللجنة الإعلامية لجمعية القلب السعودية

## أعماله ونشاطاته
- كاتب مقالات في مجلتي فواصل وبروز
- كاتب سيناريوهات ومعد برامج تلفزيونية وأفلام وثائقية
- إخراج الأفلام الوثائقية والتسجيلية وتنسيق المحتوى المرئي
- إعداد الخطط الدعائية والحملات التسويقية
- مؤلف كتاب – الأنيس – للمسابقات الشبابية